# Norra Tällholm
Norra Tällholm är en ö nära Ängsö i Nagu,  Finland. Den ligger i Skärgårdshavet i Pargas stad i den ekonomiska regionen  Åboland i landskapet Egentliga Finland, i den sydvästra delen av landet. Ön ligger omkring 4 kilometer öster om Ängsö, 11 kilometer sydväst om Nagu kyrka, 46 kilometer sydväst om Åbo och omkring 170 kilometer väster om Helsingfors. Närmaste allmänna förbindelse är förbindelsebryggan vid Hummelholm som trafikeras av M/S Cheri.
Öns area är 14,2 hektar och dess största längd är 0,6 kilometer i öst-västlig riktning. Ön höjer sig omkring 15 meter över havsytan.
Norra Tällholm har Blåbärholm och Petsor i norr på andra sidan Tällholms fjärden. I öster ligger Tällholms grunden och Rottenskär, i söder ligger Påkmo och i sydväst ligger Mellan-Tällholm och Södra Tällholm. I väster ligger Bergö.